# Agapetes incurvata
Agapetes incurvata är en ljungväxtart som först beskrevs av William Griffiths, och fick sitt nu gällande namn av Hermann Sleumer. Agapetes incurvata ingår i släktet Agapetes och familjen ljungväxter. Inga underarter finns listade i Catalogue of Life.

## Bilder

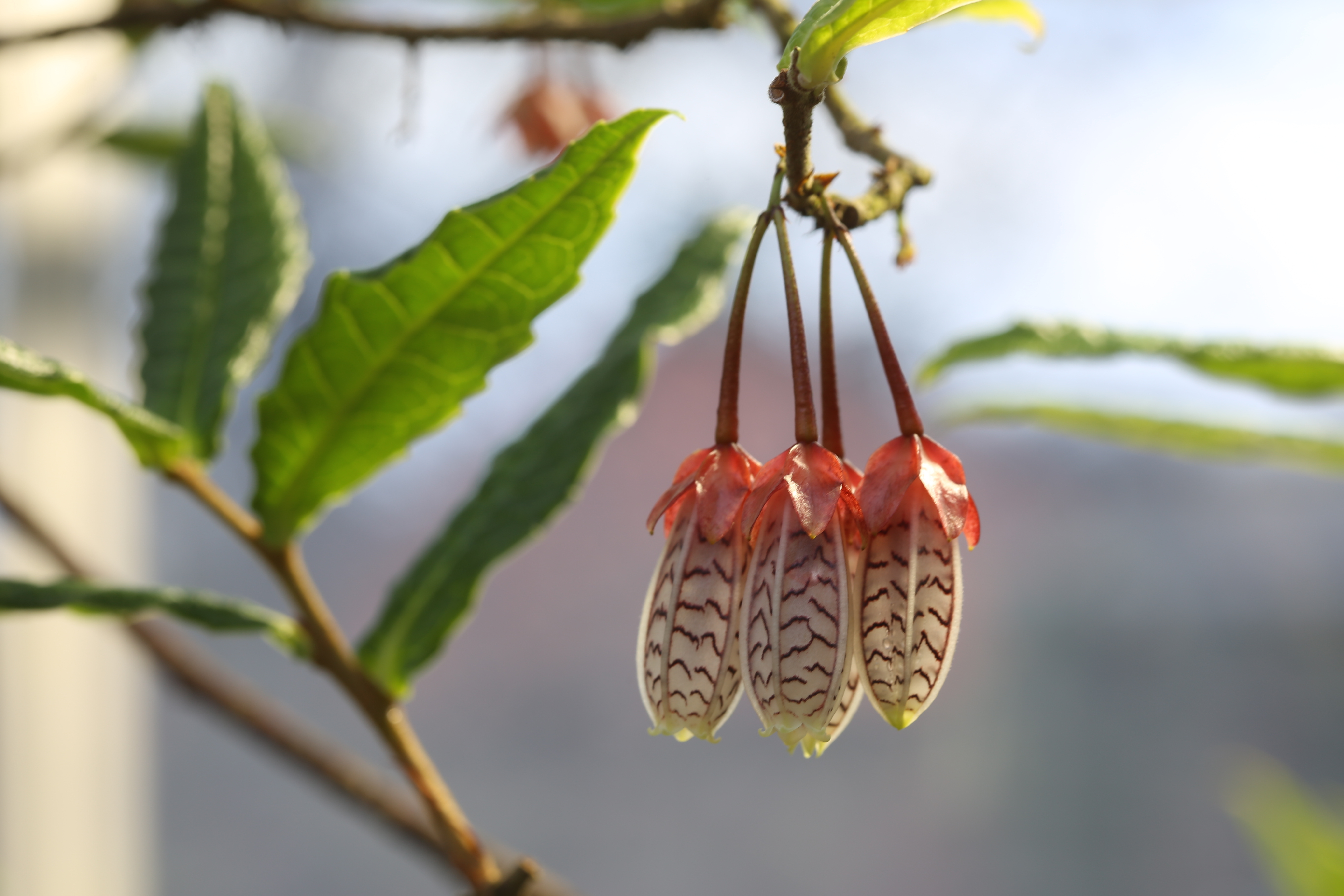
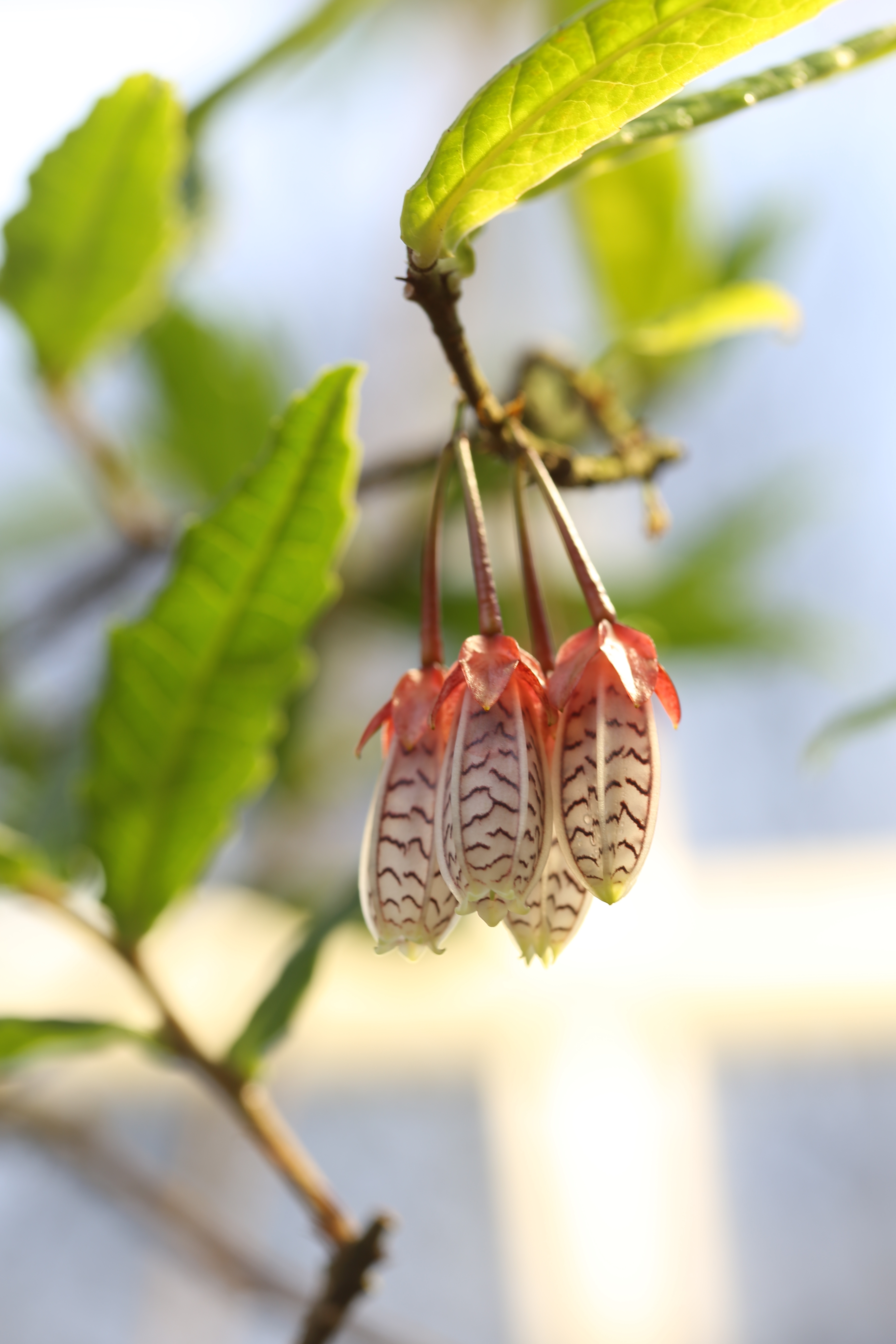
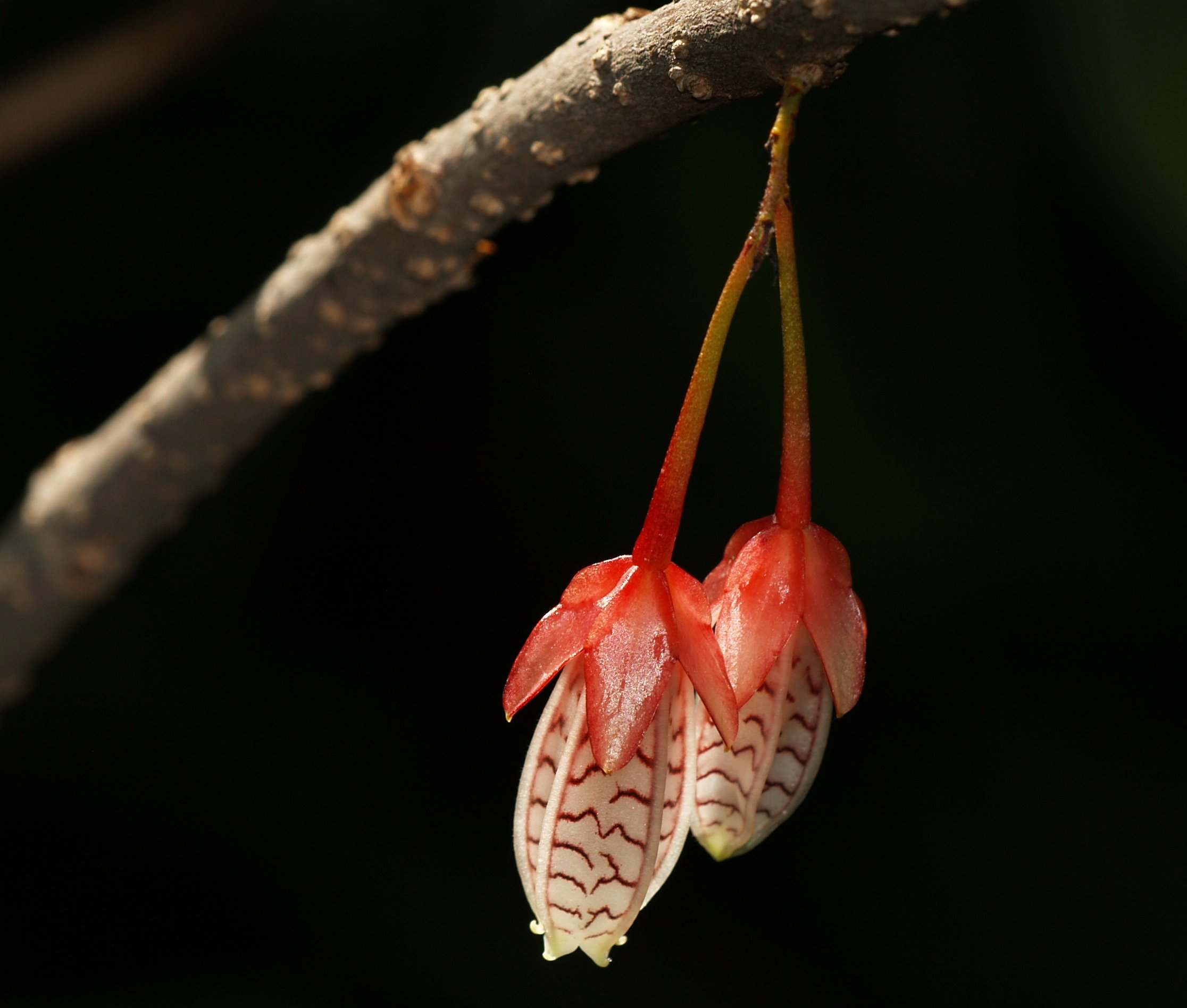